# Lukas Dauser
Lukas Dauser (Ebersberg, 15 de juny de 1993) és un gimnasta artístic masculí alemany dues vegades olímpic, havent competit als Jocs Olímpics de 2016 i 2020. És campió del món de 2023 i medalla de plata olímpica de 2020 i del món de 2022 a les barres paral·leles.

## Carrera
Dauser es va convertir en membre de la primera lliga alemanya de gimnàstica als 19 anys. Abans es va entrenar a Berlín, tot i que va representar dos clubs de gimnàstica: TSV Unterhaching i KTV Straubenhardt de Baviera i Baden-Württemberg.
El seu debut internacional va arribar al Campionat del Món de 2014 a Nanquín, República Popular China. Allà, va quedar vuitè com a membre de la selecció alemanya al torneig per equips. Aquell mateix any, Dauser va realitzar un nou element a les barres paral·leles durant la Challenge Cup a Anadia, Portugal. A causa de la seva complexitat, la Federació Internacional de Gimnàstica va anomenar oficialment un element de les barres paral·leles amb el seu nom, que implicava un swing gegant cap enrere amb Makuts a la part superior del braç.
L'any 2016, Dauser es va convertir en el campió nacional de paral·leles, obtenint encara més punts que Marcel Nguyen, l'anterior líder del país en paral·leles. A la classificació pel preolímpic, l'equip alemany va ocupar el primer lloc, amb Dauser coronant la cita en quarta posició a les barres paral·leles. El 10 de juliol, Andreas Hirsch, entrenador en cap de la selecció alemanya, va proposar que Dauser s'inclogués a la selecció dels Jocs Olímpics d'Estiu de 2016 a Rio de Janeiro. Allà, Dauser, juntament amb el quintet alemany d' Andreas Bretschneider, Fabian Hambüchen, Marcel Nguyen i Andreas Toba, van obtenir un total de 261.275 punts per ocupar la setena posició de la final per equips.
Dauser va guanyar una medalla de plata a la prova de barres paral·leles als Jocs Olímpics d'estiu de 2020 a Tòquio, Japó.
Dauser va competir al Campionat d'Europa de 2022 a Munic, on va acabar novè en el conjunt. A més, es va classificar per a la final de barres paral·leles i va ajudar Alemanya a classificar-se per a la final per equips.
Al campionat del món de 2023 va obtenir la medalla d'or a les barres paral·leles.

## Historial competitiu
| Any                     | Esdeveniment              | Equip | ECI | FX | PH | SR | VT | PB | HB |
| ----------------------- | ------------------------- | ----- | --- | -- | -- | -- | -- | -- | -- |
| 2014                    | Cottbus Challenge Cup     |       |     |    |    |    |    | 10 |    |
| 2014                    | Anadia Challenge Cup      |       |     |    |    |    |    | 6  |    |
| 2014                    | Campionat Nacional        |       | 3   |    |    |    | 3  |    |    |
| 2014                    | Campionat del món         | 8     |     |    |    |    |    |    |    |
| 2015                    | Cottbus Challenge Cup     |       |     |    |    |    |    | 14 |    |
| 2015                    | Campionat d'Europa        |       |     |    |    |    |    | 13 |    |
| 2015                    | São Paulo Challenge Cup   |       |     |    |    |    |    | 1  |    |
| 2016                    | Copa del Món de Cottbus   |       |     |    |    |    |    | 3  |    |
| 2016                    | Test Olímpic              | 1     |     |    |    |    |    | 4  |    |
| 2016                    | São Paulo Challenge Cup   |       |     | 5  | 6  |    |    | 8  | 6  |
| 2016                    | Campionat Nacional        |       |     |    |    |    |    | 1  | 2  |
| 2016                    | Jocs Olímpics             | 7     |     |    |    |    |    |    |    |
| 2016                    | Copa del Món de Cottbus   |       |     |    |    |    |    | 4  |    |
| 2017                    | American Cup              |       | 9   |    |    |    |    |    |    |
| 2017                    | Copa del Món de Stuttgart |       | 6   |    |    |    |    |    |    |
| 2017                    | Copa del Món de Londres   |       | 3   |    |    |    |    |    |    |
| 2017                    | Campionat d'Europa        |       | 7   |    |    |    |    | 2  |    |
| 2017                    | Campionat Nacional        |       | 1   |    |    |    |    |    |    |
| 2018                    |                           |       |     |    |    |    |    |    |    |
| Campionat del món       | R2                        |       |     |    |    |    |    |    |    |
| Copa del Món de Cottbus |                           |       |     |    |    |    | 8  |    |    |
| 2019                    |                           |       |     |    |    |    |    |    |    |
| Campionat d'Europa      |                           |       |     |    |    |    | R2 |    |    |
| Campionat del món       | 12                        |       |     |    |    |    | 8  |    |    |
| Copa del Món de Cottbus |                           |       |     |    |    |    | 4  |    |    |
| 2021                    |                           |       |     |    |    |    |    |    |    |
| Campionat d'Europa      |                           | 17    |     |    |    |    | 3  |    |    |
| National Championships  |                           | 1     | 1   | 2  |    |    | 1  | 2  |    |
| Jocs Olímpics           | 8                         | 18    |     |    |    |    | 2  |    |    |
| 2022                    |                           |       |     |    |    |    |    |    |    |
| Campionat d'Europa      | 7                         | 9     |     |    |    |    | 8  |    |    |
| National Championships  |                           | 1     |     |    |    |    |    |    |    |
| Campionat del món       | R1                        | 11    |     |    |    |    | 2  |    |    |
| 2023                    |                           |       |     |    |    |    |    |    |    |
| Campionat del món       | 6                         | 16    |     |    |    |    | 1  |    |    |